# Светлин Русев (цигулар)
 Тази статия е за цигуларя Светлин Русев.  За художника вижте Светлин Русев.  
Светлин Русев е български цигулар, професор във Висшата национална консерватория за музика и танц в Париж.

## Биография
Роден е в Русе на 5 април 1976 г. Учи в Музикалното училище в Русе, където взема първите си уроци по цигулка при майка си. През 1991 г. е приет в Консерваторията в Париж, която завършва през 1998 г. Учи цигулка при проф. Деви Ерлих и проф. Жан-Жак Кантороу. От 2000 г. е концертмайстор на Овернския камерен оркестър, а от 2005 г. е концертмайстор на Оркестъра на Френското национално радио. През 2008 г. е избран за професор във Висшата национална консерватория за музика и танц в Париж. Посланик е на добра воля на УНИЦЕФ. От 2012 г. свири на „Страдивариус“ от 1710 г. От 2016 г. е артистичен директор на Софийската филхармония.
През месец ноември 2016 г. Светлин Русев достига нов връх в своята кариера – назначен е за концертмайстор на престижния Оркестър на Романска Швейцария.

## Участия
- 48-ото издание на „Международния фестивал на камерната музика“, Пловдив – 2012 г. Концерт на Светлин Русев – цигулка в дуо с Пламена Мангова – пиано[7].

## Награди
- 1983 г. – „Светослав Обретенов“
- 1985 г. – „Ян Коциан“
- 1989 г. – „Клостер Шонтал“
- 1993 г. – „Лютес“
- 1993 г. – „Чита ди Бреша“[2][3]